# Kinds of Kindness
Kinds of Kindness (en español: Tipos de bondad o Tipos de gentileza) una película de comedia oscura absurdaantológica hiberno-anglo-estadounidense dirigida por Yorgos Lanthimos a partir de un guion que coescribió con Efthimis Filippou. Está protagonizada por Emma Stone, Jesse Plemons, Willem Dafoe, Margaret Qualley, Hong Chau, Joe Alwyn, Mamoudou Athie y Hunter Schafer.
La película se estrenó en los Estados Unidos por Searchlight Pictures el 21 de junio de 2024. Tuvo su premiere oficial en el Festival de Cannes el 17 de mayo de 2024, dónde fue aclamada y recibió una ovación de pie de una duración de seis minutos.

## Sinopsis
Kinds Of Kindness, descrita como una «fábula en tríptico», consta de tres historias distintas pero vagamente conectadas. El primer segmento, «La Muerte De R.M.F.», narra la historia de un hombre que busca hacerse cargo de su propio destino después de separarse de su poderoso jefe y amante. El segundo, «R.M.F. is Flying», muestra a un hombre acosado por las sospechas de que su esposa, que ha regresado recientemente después de haber sido denunciada como desaparecida, es una impostora. El segmento final, «R.M.F. Eats a Sandwich», gira en torno a la tarea de una cultista de encontrar una persona específica con la capacidad de resucitar a los muertos.

Kinds of Kindness es un tríptico de fábula con segmentos que siguen a un hombre sin elección que intenta tomar el control de su vida; un policía alarmado porque su esposa desaparecida en el mar ha regresado y parece ser una persona diferente; y una mujer decidida a encontrar a alguien específico destinado a convertirse en una líder espiritual prodigiosa.
Searchlight Pictures 

## Elenco
- Emma Stone como Rita, Liz y Emily.
- Jesse Plemons como Robert, Daniel y Andrew.
- Willem Dafoe como Raymond, George y Omi.
- Margaret Qualley  como Vivian, Martha y Ruth/Rebecca.
- Hong Chau como Sarah, Sharon y Aka.
- Joe Alwyn como Tasador de coleccionables 1, Jerry y Joseph.
- Mamoudou Athie como Will, Neil y enfermero de la morgue.
- Hunter Schafer como Anna.

## Producción
Yorgos Lanthimos y Efthymis Filippou escribieron el guion de la película, originalmente titulada And, en desarrollo con Element Pictures y Film4, y Searchlight Pictures acordó distribuir la película, que Lanthimos también dirigiría. Emma Stone, Jesse Plemons, Willem Dafoe y Margaret Qualley protagonizarían la película con planes de comenzar a rodarse en Nueva Orleans, Luisiana en octubre. En octubre de 2022, Hong Chau,  Joe Alwyn y Mamoudou Athie se unieron al elenco.  En una entrevista de febrero de 2023, Hunter Schafer reveló que tenía "un pequeño cameo" en la película. 
El rodaje tuvo lugar en Nueva Orleans del 24 de octubre al 16 de diciembre de 2022.   En diciembre de 2023, la película pasó a titularse Kinds of Kindness. 

## Estreno
Kinds of Kindness tuvo su estreno mundial en competencia en el 77o Festival de Cine de Cannes el 17 de mayo de 2024.  Su estreno está programado en los Estados Unidos por Searchlight Pictures el 21 de junio de 2024, también en Irlanda y el Reino Unido el 28 de junio de 2024. Feelgood también estrenará la película en Grecia el 30 de mayo de 2024.

## Recepción
En el sitio web agregador de reseñas Rotten Tomatoes, el 84% de las reseñas de 34 críticos son positivas, con una calificación promedio de 7,4/10. Metacritic, que utiliza un promedio ponderado, asignó a la película una puntuación de 71 sobre 100, basada en 16 críticas, lo que indica críticas «generalmente favorables».
Brian Tallerico, de RogerEbert.com, elogió la interpretación de Plemons y afirmó: «Plemons no sólo ofrece una, sino al menos dos y quizá tres de las mejores interpretaciones del año, lo que contribuye en gran medida a mantener la unidad de Kinds of Kindness».
Nick Rogers, del Midwest Film Journal, declaró: «El concepto de Kinds of Kindness es que su reparto coral... interpretan todos papeles diferentes en cada historia... Si puedes lidiar con una miseria a menudo gráficamente violenta y perversamente divertida, Kinds of Kindness te hará que mantengas la cabeza en alto».
René Sánchez, de Cine Sin Fronteras, describió a la película como: «Una antología de relatos sumamente retorcidos e incómodos que muestran las trampas físicas y psicológicas en las que caemos mientras buscamos alcanzar esa felicidad plena, ese estilo de vida ambicionado, y ese éxito profesional que tanto anhelamos».
NPR incluyó Kinds of Kindness en su lista de las mejores películas y programas de televisión de 2024, y el crítico Glen Weldon escribió: «La perspectiva de Lanthimos sobre la humanidad es, como siempre, desoladoramente divertida, y aquí nos muestra desapasionadamente los extremos violentos a los que recurrimos todos con demasiada facilidad».

### Premios y nominaciones
| Premio               | Ceremonia          | Categoría   | Nominado         | Resultado | Ref.          |
| -------------------- | ------------------ | ----------- | ---------------- | --------- | ------------- |
| Cannes Film Festival | 25 de mayo de 2024 | Palme d'Or  | Yorgos Lanthimos | Nominado  | [ 22 ] [ 23 ] |
| Cannes Film Festival | 25 de mayo de 2024 | Mejor actor | Jesse Plemons    | Ganador   | [ 22 ] [ 23 ] |